# Poemenia
Poemenia (лат.) — род наездников-ихневомнид из подсемейства Poemeniinae (Ichneumonidae). Голарктика и Юго-Восточная Азия. Около 15 видов.

## Описание
Наездники-ихневмониды средних размеров (около 1 см). От близких групп отличается следующими признаками: висок дорсально мелко и слабо скульптирован; наличник крупный и выпуклый, примерно в 2 раза шире высоты; мандибулы двузубые. Имеют стройное удлиненное тело с длинными яйцекладами. Препектальный валик отсутствует. Паразитоиды насекомых, добывающих пищу в древесине, например, различных жуков-ксилофагов из  Cerambycidae и Ламиины, также среди хозяев отмечены осы Crabronidae и Sphecidae.

## Классификация
Мировая фауна включает около 15 видов, в Палеарктике — 7 видов, в Европе — 4 вида. Фауна России включает 3 вида наездников-ихневмонид этого рода.
- Poemenia albipes (Cresson, 1870)
- Poemenia americana (Cresson, 1870)
- Poemenia brachyura Holmgren, 1860
- Poemenia burmanica Gupta, 1980
- Poemenia collaris  (Haupt, 1917)
- Poemenia depressa  Wang & Gupta, 1995
- Poemenia hectica (Gravenhorst, 1829)
- Poemenia kashmirica Gupta, 1980
- Poemenia notata  Holmgren, 1859
- Poemenia pacifica  Habeck & Townes, 1960
- Poemenia pedunculata  He, 1996
- Poemenia quercusia  Sun, Sheng & Chen, 2017
- Poemenia taiwana  Sonan, 1936
- Poemenia thoracica  (Cresson, 1879)